# Sorahs Gutkins
Sorahs Gutkins (* 21. Maijul. / 3. Juni 1906greg. in Riga; † 1941 ebenda) war ein lettischer Fußballspieler.

## Karriere und Leben
Sorahs Gutkins wurde im Jahr 1906 in die Familie von Ābram Gutkins in Riga geboren. Er war später mit Nina Topoļsku verheiratet und arbeitete als Händler. In seiner Jugend beschäftigte sich Gutkins mit Leichtathletik und Boxen. Gutkins spielte in seiner gesamten Fußballkarriere auf der Position des Linksverteidigers. Er begann 1922 für Makkabi Riga zu spielen, schloss sich aber mit der Gründung im Jahr 1924 dem neuen Team von Hakoah Riga an. Gutkins war in den folgenden Jahren einer der dienstältesten Spieler von Hakoah in der Virslīga, dessen erste Mannschaft er auch als Mannschaftskapitän anführte. Viele Jahre lang bildete er zusammen mit Noa Kons ein festes Hakoah-Verteidigerpaar. Anfang 1939 verabschiedete er sich zunächst vom Fußball, um sich auf Tennis zu konzentrieren, kehrte jedoch in der Saison 1939/40 in die Reihen der Hakoah-Mannschaft zurück.
Er starb im Jahr 1941 im Holocaust.

## Weblink
- Lebenslauf bei kazhe.lv (lettisch)

| Personendaten    | Personendaten              |
| ---------------- | -------------------------- |
| NAME             | Gutkins, Sorahs            |
| KURZBESCHREIBUNG | lettischer Fußballspieler  |
| GEBURTSDATUM     | 3. Juni 1906               |
| GEBURTSORT       | Riga, Gouvernement Livland |
| STERBEDATUM      | 1941                       |
| STERBEORT        | Riga                       |